# Kualapuu
Kualapuu es un lugar designado por el censo ubicado en el condado de Maui en el estado estadounidense de Hawái. En el año 2000 tenía una población de 1936 habitantes y una densidad poblacional de 24.5 personas por km².

## Geografía
Kualapuu se encuentra ubicado en las coordenadas 21°9′50″N 157°3′10″O / 21.16389, -157.05278. Según la Oficina del Censo, la localidad tiene un área total de 79,5 km² (30,7 mi²), de la cual 78,9 km² (30,5 mi²) es tierra y 0,6 km² (0,2 mi²) (0.75%) es agua.

## Demografía
Según la Oficina del Censo en 2000 los ingresos medios por hogar en la localidad eran de $37 422, y los ingresos medios por familia eran $37 895. Los hombres tenían unos ingresos medios de $30 833 frente a los $21. 95 para las mujeres. La renta per cápita para la localidad era de $15 373. Alrededor del 11.2% de las familias y del 15.1% de la población estaban por debajo del umbral de pobreza.